# Сяньян
Сяньян (кит. упр. 咸阳, пиньинь Xiányáng) — городской округ в провинции Шэньси КНР. Древняя столица Китая, которая позже была перенесена в  соседний Чанъань. Исторический город по современному административному делению соответствует району Вэйчэн.

## История
В 350 году до н. э. в эти места была перенесена из Лияна столица царства Цинь. Так как город был размещён к югу от горы Цзюцзуншань и к северу от реки Вэйхэ, то есть, в соответствии с древней натурфилософией, во всех смыслах соответствовал началу «ян», то и был назван Сяньян («Полностью ян»). После того, как царство Цинь завоевало все прочие царства и создало первую в истории Китая централизованную империю, для администрирования окрестных земель был создан уезд Сяньян (咸阳县).
После падения империи Цинь, когда Лю Бан победил Сян Юя, то в 206 году до н. э. уезд Сяньян был переименован в Синьчэн (新城县, «новый город»). После основания империи Хань столица была перенесена в Чанъань, но Сяньян по-прежнему сохранял важное значение, так как к северу от него разместились могилы императоров Хань. В 114 году до н. э. Синьчэн был переименован в Вэйчэн (渭城县, «город на реке Вэйхэ»).
В 1950 году был создан Специальный район Сяньян (咸阳专区), в состав которого вошло 13 уездов. В 1952 году урбанизированная часть уезда Сяньян была выделена в город Сяньян. В 1953 году Специальный район Сяньян был расформирован, город Сяньян и три прилегающих уезда перешли в прямое подчинение властям провинции Шэньси, 5 уездов были переданы в состав Специального района Вэйнань (渭南专区), а ещё 5 — в состав Специального района Баоцзи (宝鸡专区). В 1958 году уезд Сяньян был присоединён к городу Сяньян.
В 1961 году Специальный район Сяньян был воссоздан. В 1966 году город Сяньян был переведён из состава Специального района Сяньян в подчинение властям Сианя. В 1969 году Специальный район Сяньян был переименован в округ Сяньян (咸阳地区). В 1971 году город Сяньян был возвращён в состав округа Сяньян.
В сентябре 1983 года постановлением Госсовета КНР были расформированы округ Сяньян и город Сяньян, и образован городской округ Сяньян; бывший город Сяньян стал районом Циньду городского округа Сяньян; уезды Гаолин, Чжоучжи и Хусянь были переданы в состав Сианя. В 1986 году восточная часть района Циньду была выделена в отдельный район Вэйчэн.
В 1993 году уезд Синпин был преобразован в городской уезд.
В 2018 году уезд Биньсянь был преобразован в городской уезд Биньчжоу.

## Административно-территориальное деление
Городской округ Сяньян делится на 3 района, 1 городской уезд, 10 уездов:
| Карта                                                                                                | Статус   | Название | Иероглифы     | Пиньинь | Площадькм² | Население (2009) |
| --- | -------- | -------- | ------------- | ------- | ---------- | ---------------- |
| Циньду Янлин Вэйчэн Саньюань Цзинъян Цяньсянь Лицюань Юншоу Биньчжоу Чанъу Сюньи Чуньхуа Угун Синпин |          |          |               |         |            |                  |
| Район                                                                                                | Циньду   | 秦都区   | Qíndū qū      | 259     | 490 000    |                  |
| Район                                                                                                | Янлин    | 杨陵区   | Yánglíng qū   | 114     | 190 000    |                  |
| Район                                                                                                | Вэйчэн   | 渭城区   | Wèichéng qū   | 268     | 410 000    |                  |
| Городской уезд                                                                                       | Синпин   | 兴平市   | Xīngpíng shì  | 475     | 585 000    |                  |
| Городской уезд                                                                                       | Биньчжоу | 彬州市   | Bīnzhōu shì   | 1185    | 340 000    |                  |
| Уезд                                                                                                 | Саньюань | 三原县   | Sānyuán xiàn  | 569     | 420 000    |                  |
| Уезд                                                                                                 | Цзинъян  | 泾阳县   | Jīngyáng xiàn | 792     | 510 000    |                  |
| Уезд                                                                                                 | Цяньсянь | 乾县     | Qián xiàn     | 1002    | 590 000    |                  |
| Уезд                                                                                                 | Лицюань  | 礼泉县   | Lǐquán xiàn   | 1017    | 500 000    |                  |
| Уезд                                                                                                 | Юншоу    | 永寿县   | Yǒngshòu xiàn | 889     | 210 000    |                  |
| Уезд                                                                                                 | Чанъу    | 长武县   | Chángwǔ xiàn  | 583     | 180 000    |                  |
| Уезд                                                                                                 | Сюньи    | 旬邑县   | Xúnyì xiàn    | 1697    | 280 000    |                  |
| Уезд                                                                                                 | Чуньхуа  | 淳化县   | Chúnhuà xiàn  | 965     | 200 000    |                  |
| Уезд                                                                                                 | Угун     | 武功县   | Wǔgōng xiàn   | 392     | 440 000    |                  |